# Изумление и трепет
„Изумление и трепет“ (на френски: Stupeur et Tremblements) е автобиографичен роман на Амели Нотомб, публикуван през 1999 г. Това е нейният девети роман. Награден е с Голямата награда на Френската академия през 1999 г.

## Сюжет
Амели е дъщеря на белгийци, която изживяла детството си в Япония, винаги се възхищава на тамошната естетичност и на начина на живот. Вече възрастна, тя се завръща, сключвайки договор като преводачка в престижната компания Юмимото, за да работи и живее като една истинска японка.
Младата жена се сблъсква с една строга система, с която и е трудно да свикне и прави гаф след гаф. Тя е под нарежданията на красивата госпожица Мори, тя самата под нарежданията на господин Сайто, той – под тези на г-н Омочи, а най-отгоре стои президентът – Г-н Ханеда. И ето така младата Амели-сан е под нарежданията на всички. Това е историята на едно жестоко и нечестно пропадане: тя се изкачва по стълбицата в обратна посока чак до „госпожа пиш-пиш“. Отказва, въпреки това да напусне, за да запази честта си (фундаментална концепция на японската култура).

## Коментар
Този роман издава на показ японската система на светът на работещите, която изисква от работниците съвършенство и в същото време ги отдалечава и заплашва с прокуждане (но без да ги уволнява) от всяка различна от работата им дейност. Такъв пример (без унижението, търпяно от Амели) е „мадогиуа“ или „ъгъл на прозорец“, употребяван за всеки млад, смятан за ненужен, комуто се предоставя едно изолирано бюро, точно до прозорец, и комуто не се възлага никаква задача, докато той не напусне или не се пенсионира.
Авторката поставя своя акцент именно върху това отношение, усложнено от дълбоката разлика между западният и японския манталитет. Много я упрекват за това, че прави разбор без да любезничи към Япония и японци, подминавайки факта, че това което се описва в творбата е само един въображаем частен случай.

## Смисъл на заглавието
Романът уточнява, че правилникът изисква в присъствие на Императорът, считан до 1947 г. като жив бог, да се показва с изумление и трепет своето преклонение.

## Филмова адаптация
На базата на книгата има филмова адаптация от Ален Корно: „Изумление и трепет“ в която героинята Амели Нотомб е изиграна от актрисата Силви Тестюд. Филмът е с изключителна културна стойност, добре улавяйки и пресъздавайки емоциите на младата белгийка.
На книгата също е посветена и театрална адаптация, в която главната роля играе Лейла Метситан.